# جیمز انگوس گیلن
جیمز انگوس گیلن (انگلیسی: James Angus Gillan; ۱۱ اکتبر ۱۸۸۵ – ۲۳ آوریل ۱۹۸۱) قایقران روئینگ اهل بریتانیا بود.